# Le Marin
Le Marin- miasto na Martynice (departament zamorski Francji). Według danych szacunkowych na rok 2008 liczy 8269 mieszkańców.